# Mieczysław Kak
Mieczysław Kak (ur. 1 stycznia 1928 w Lublinie, zm. 4 kwietnia 2008 we Wrocławiu) – polski entomolog-kolepterolog, doktor nauk przyrodniczych.

## Życiorys
W 1952 ukończył studia na Wydziale Przyrodniczym Uniwersytetu Wrocławskiego, w 1964 przedstawił pracę doktorską. Prowadził badania nad systematyką i zoogeografią palearktycznych chrząszczy z rodziny Ciidae. Przez 45 lat związany zawodowo z Muzeum Przyrodniczym Uniwersytetu Wrocławskiego, gdzie był organizatorem wystaw i opiekunem kolekcji entomologicznej, organizator pierwszej stałej wystawy owadów. W 1993 przeszedł na emeryturę, pozostał w muzeum jako wolontariusz porządkując i integrując w jedną kolekcję wszystkie materiały dotyczące Lepidoptera. Pełnił funkcję bibliotekarza Polskiego Towarzystwa Entomologicznego.
Odznaczony Złotą Odznaką Polskiego Towarzystwa Entomologicznego (1986).
Pochowany na Cmentarzu Grabiszyńskim.